# 三野孝一
三野 孝一（みの こういち、1949年9月16日 - ）は、日本の牧師、東京恩寵教会の3代目牧師。

## 経歴
北海道に生まれる。神戸改革派神学校を卒業後、南アフリカ共和国ステレンボッシュ大学神学部の博士課程を修了。日本キリスト改革派田無教会、同札幌教会を経て、2001年に東京恩寵教会の牧師に就任。

## 著書
- 『聖書と歴史における女性の位置と役割』神戸改革派神学校／聖恵授産所出版部、1992年
- 「レビ記」『実用聖書注解』いのちのことば社、1995年
- 「レビ記」『聖書66巻がわかる』いのちのことば社、2002年